# تاپی (رودخانه)
رودخانه تاپی (تایلندی: แม่น้ำตาปี، آرتی‌جی‌اس: Maenam Tapi , آوایش تایلندی: mɛ̂:ná:m tā:pī:) طولانی‌ترین رودخانه در تایلند جنوبی است. رودخانه از کوه خائو لوانگ در استان ناکون سی تاممارات سرچشمه می‌گیرد و در خلیج باندون در نزدیکی شهر سورات تانی به خلیج تایلند می‌ریزد. طول این رود ۲۳۰ کیلومتر (۱۴۰ مایل) است.